# José Eduardo de Araújo
José Eduardo de Araújo, noto come Zé Eduardo (Uberaba, 16 agosto 1991), è un calciatore brasiliano, centrocampista svincolato.

## Carriera

### Club
Cresce nelle giovanili del Cruzeiro, nel 2008 debutta in prima squadra rilevando Henrique. Nello stesso anno passa al Maga che lo cede in prestito al Jong Ajax. A fine stagione rientra al Maga che lo gira in prestito al Parma. Debutta con la maglia crociata allo Stadio Giuseppe Meazza contro l'Inter il 28 novembre 2010, scendendo poi nuovamente in campo il 22 maggio 2011 all'ultima giornata di campionato. Scende in campo anche al 30' della prima giornata di campionato 2011-2012 contro la Juventus. Nell'estate del 2011 viene riscattato dal Maga e durante il mercato invernale del 2012 va in prestito all'Empoli fino al termine della stagione.
Il 3 luglio si trasferisce al Padova in prestito con diritto di riscatto. Termina la stagione scendendo in campo 33 volte, mettendo a segno 4 gol.
Nell'agosto del 2013 si trasferisce, con la formula del prestito, all'OFI Creta, giocando da titolare per tutta la stagione, disputando in totale 41 partite tra campionato e coppa.
Al termine della stagione il Cesena, neopromosso in Serie A, lo acquista a titolo definitivo dal Parma per 300.000 euro. Fa il suo esordio con la nuova maglia il 20 dicembre 2014 contro il Sassuolo partita dove segna il gol del pareggio, partita che poi finirà 1-1.
Il 7 agosto 2015 passa in prestito al Virtus Lanciano in Serie B. Dopo 16 presenze, il giocatore fa ritorno al Cesena, rescindendo con il precedente club.
Il 1º luglio 2016, ha firmato per il Bragantino. Durante questa esperienza annuale, il giocatore non avrà mai la possibilità di scendere in campo.
Il 1º luglio 2017, verrà acquistato dal Boavista, per tentare di rilanciare la propria carriera. Nemmeno qui, però, non riuscirà a scendere in campo.
Il 31 agosto 2017, Zé Eduardo firma per l'FC Wil 1900, club svizzero militante nella Challenge League. La sua esperienza in territorio elvetico sarà più che positiva, giocando in 2 annate 53 partite andando a segno per 4 volte. Il 1º luglio 2019, il suo contratto biennale scadrà non venendo rinnovato, e il brasiliano rimarrà svincolato.
Il 10 marzo 2020, Eduardo si sposterà ufficialmente in Norvegia, firmando per il Sandefjord con un contratto annuale. Durante la stagione dell'Eliteserien 2021-2022, totalizzerà 22 presenze andando a segno una sola volta. Il 1º gennaio 2022, come da contratto, sarà rilasciato dal club norvegese.
Il 1º gennaio 2023, Eduardo torna in Brasile, accasandosi al Maguary. In campionato, non scenderà mai in campo, eccetto giocando 6 partite nel Campionato Pernambucano. Il 27 marzo 2023, ha rescisso con il club, rimanendo svincolato.
Il 6 luglio 2023, si accaserà ufficialmente al Banga Gargždai, squadra militante nella massima serie lituana. Esordirà il 9 luglio 2023 subentrando negli ultimi minuti della gara vinta per 1-0 in trasferta contro il Dainava Alytus.

### Nazionale
Ha giocato nelle diverse Nazionali giovanili brasiliane, tra cui anche l'Under-20 con cui ha vinto due campionati sudamericani di categoria.

## Statistiche

### Presenze e reti nei club
Statistiche aggiornate al 27 agosto 2015.
| Stagione       | Squadra         | Campionato | Campionato | Campionato | Coppe nazionali | Coppe nazionali | Coppe nazionali | Coppe europee | Coppe europee | Coppe europee | Altre coppe | Altre coppe | Altre coppe | Totale | Totale |
| Stagione       | Squadra         | Comp       | Pres       | Reti       | Comp            | Pres            | Reti            | Comp          | Pres          | Reti          | Comp        | Pres        | Reti        | Pres   | Reti   |
| -------------- | --------------- | ---------- | ---------- | ---------- | --------------- | --------------- | --------------- | ------------- | ------------- | ------------- | ----------- | ----------- | ----------- | ------ | ------ |
| 2014-2015      | Cesena          | A          | 13         | 1          | CI              | 1               | 0               | -             | -             | -             | -           | -           | -           | 14     | 1      |
| 2015-feb. 2016 | Virtus Lanciano | B          | 16         | 0          | CI              | 0               | 0               | -             | -             | -             | -           | -           | -           | 16     | 0      |
| feb. 2016-     | Cesena          | B          | 0          | 0          | CI              | 0               | 0               | -             | -             | -             | -           | -           | -           | 0      | 0      |

## Palmarès

### Club

#### Competizioni statali
- Campionato Mineiro: 1

Cruzeiro: 2008

### Nazionale
- Campionato sudamericano Under-20: 2

Venezuela 2009, Perù 2011